# Tutwiler, Mississippi
Tutwiler, Mississippi (енгл. Tutwiler) град је у америчкој савезној држави Мисисипи.

## Демографија
По попису из 2010. године број становника је 3.550, што је 2.186 (160,3%) становника више него 2000. године.
| Група             | 2000.         | 2010.         |
| Белци             | 160 (11,7%)   | 667 (18,8%)   |
| Афроамериканци    | 1.191 (87,3%) | 1.917 (54,0%) |
| Азијати           | 5 (0,4%)      | 95 (2,7%)     |
| Хиспаноамериканци | 6 (0,4%)      | 799 (22,5%)   |
| Укупно            | 1.364         | 3.550         |